# 宮沢文作
宮沢 文作（みやざわ ぶんさく、1884年（明治17年）12月25日 - 没年不明）は、大正から昭和時代前期の警察官。東京市赤坂区長、芝区長。

## 経歴
宮沢今朝吉の長男として長野県に生まれる。中央大学を卒業後、警視庁に奉職し、丸の内、築地、神田錦町、両国、象潟各警察署勤務、上野、芝、愛宕各警察署長を歴任した。
1936年（昭和11年）9月、赤坂区長に就任し、1938年（昭和13年）10月、芝区長に転じた。1943年（昭和18年）1月、退官し、日本医療団参事となった。